# Roger Schoemans
Roger Henri Schoemans, né le 14 juillet 1942 à Cortenbosch (province de Limbourg), est un journaliste, rédacteur en chef, écrivain, scénariste de bande dessinée belge néerlandophone. 

## Biographie
Roger Schoemans naît le 14 juillet 1942 à Cortenbosch,. Il est le fils de Polydorus Schoemans et Maria Bijloos. Il commence sa carrière comme reporter à Zondagmorgen de 1963 à 1968. En 1968, il devient rédacteur en chef de Het Nieuwsblad et De Gentenaar. À cet instant, il est journaliste indépendant et écrivain. Il est ensuite nommé rédacteur en chef de ces journaux. Son homologue de De Standaard est Mark Deweerdt, tandis que Lode Bostoen est nommé rédacteur en chef général du groupe de journaux. Il occupera ce poste jusqu'à son licenciement en juillet 1994.
Il travaille ensuite comme consultant pour divers magazines. Il est l'auteur d'un grand nombre de romans pour enfants et de thrillers destinés à un public adulte. En 1983, il livre son premier ouvrage de littérature jeunesse : Leo wordt eskimo [« Léo devient Eskimo »] publié aux éditions Altiora. 27 ans après, il sort son 41e livre Het Mes van Milosh, un thriller jeunesse.
Ses livres pour enfants ont reçu à plusieurs reprises le prix Kinder- en Jeugdjury (nl) [« Prix du Jury Enfants et Jeunes »].

### En bande dessinée
Parallèlement, il s'associe comme scénariste au dessinateur Leo Fabri — dont il est le mentor —, pour lequel il va lancer successivement deux grandes séries avec d'abord une série didactique sur le jardinage intitulée : Marjolein en 1972, ensuite il écrit le scénario d'une œuvre poétique intitulée : Mirmoeff, Stripkrant (nl) — un supplément à destination de la jeunesse publié par divers quotidiens — depuis 1978 et dont De Dageraad édite des albums. Il écrit encore le scénario d'une bande dessinée animalière De Gelukkige Pechvogel publiée initialement dans l'hebdomadaire hollandais à destination de la jeunesse Okki (nl) et replacée ultérieurement dans Stripkrant, le one shot est publié par De Kleine Uitgeverij en 1982. Seul Marjolein connaît une traduction en français et est publiée sous le même titre aux éditions marseillaises Bédésup en 1980.

### Vie privée
En 2007, il réside à Beersel. Trois ans plus tard, il réside à Bever.

## Œuvres

### Littérature jeunesse
Liste sélective
- (nl) Leo wordt eskimo, Averbode, Altiora, 1983.
- (nl) Misja en de sprekende fles, Averbode, Altiora, 1983.
- (nl) Leo wordt eskimo, Averbode, Altiora, 1983.
- (nl) Vlucht uit Belfast, Averbode, Altiora, 1989.
- (nl) Chico, Averbode, Altiora, 1992  — 4e édition en 2000.
- (nl) Dava, Averbode, Altiora, 1993
- (nl) Soessapoeza, Averbode, Altiora, 1992  — 4e édition en 1998.
- (nl) Piraten op kruistocht, Oostmalle, De Sikkel, 1996  (ISBN 9789026050428)
- (nl) Koning van de goudmijn, Kampen, Kok Educatief, 1998  (ISBN 9789039254738)
- (nl) Het Mes van Milosh, Louvain, Davidsfonds/Infodok, 2010  (ISBN 9789059083714)

### Romans policiers en néerlandais
- (nl) Penetraties, Davidsfonds, 2004
- (nl) Zwarte Suiker, Davidsfonds, 2005
- (nl) Bloedrode Kersen, Davidsfonds, 2006
- (nl) Knapenmelk[10], Davidsfonds, 2007
- (nl) Prinses, Davidsfonds, 2008
- (nl) Hengst, Davidsfonds, 2009
- (nl) Bastille, Davidsfonds, 2010  — Nomination au prix Hercules-Poirot 2011[11].
- (nl) Amulet, Davidsfonds, 2011
- (nl) Erfenis, Davidsfonds, 2012
- (nl) Padre !, Davidsfonds, 2013.

### Albums de bande dessinée en français
- Marjolein[12], Bédésup, Marseille, 1 octobre 1980
Scénario : R.H. Schoemans - Dessin : Leo Fabri — Format à l'italienne.

## Prix et distinctions
- 1990 : prix Kinder- en Jeugdjury (nl) [« Prix du Jury Enfants et Jeunes »] Flandre pour Vlucht uit Belfast[1] ;
- 1994 : 
  - prix Kinder- en Jeugdjury [« Prix du Jury Enfants et Jeunes »] Flandre pour Chico[1] ;
  - prix Kinder- en Jeugdjury Limbourg pour Chico ;
- 1995 :
  - prix Kinder- en Jeugdjury Flandre pour Dava[1] ;
  - prix Jozef Michiels pour Dava ;
- 1998 : prix Kinder- en Jeugdjury Flandre pour Slagen[1] ;
- 2006 : prix Kinder- en Jeugdjury Flandre pour De Leeuwendochter[1] ;

- prix Herman Teirlinck pour le rayonnement de son œuvre à l'international[1].